# Charles-Jean Harel
François-Antoine Harel (ur. 3 listopada 1790 w Rouen, zm. 16 sierpnia 1846 w Paryżu) – francuski dramaturg, dziennikarz i dyrektor teatru.

## Życiorys
W okresie Cesarstwa był audytorem w radzie państwa, generalnym inspektorem mostów i prefektem w departamencie Landes. Po upadku Napoleona, w latach 1815-1820 przebywał na wygnaniu. Po powrocie do Francji zajął się działalnością dziennikarską. Podczas pobytu na emigracji poznał pannę George i jako jej kochanek starał się lansować ją w świecie teatralnym Paryża. Zorganizował dla niej teatr wędrowny, a w 1829 roku objął stanowisko dyrektora teatru Odeon. Teatr, zamknięty w 1828 roku, został ponownie otwarty na prośbę trzech merów sąsiadujących ze sobą dzielnic Paryża, którzy zabiegali o ożywienie życia społecznego tego rejonu miasta. Jako dyrektor Odeonu, a po rewolucji lipcowej i cofnięciu dotacji państwowej, teatru Port Saint-Martin stał się heroldem teatru romantycznego. Wystawił między innymi Wieżę Nesle, Lukrecję Borgię.
Inteligentny, dowcipny, co wieczór na krawędzi bankructwa. Dowcipkowano na temat jego bonapartyzmu i niesolidności. Posiadał natomiast niewątpliwy geniusz reklamy. Dumas pisał o nim: zawsze miło jest  się z nim spotkać, bo zabawnie gada; dajcie mu za lokai Mascaryla i Figara, a niech zostanę Grzegorzem Dyndałą, jeśli ich obu nie wystrychnie na dudków.
Zorganizował potem trupę teatralną, z którą zawędrował do Petersburga i Konstantynopola, i która ostatecznie go zrujnowała. Po powrocie do Francji zajął się literaturą. Napisał kilka sztuk teatralnych, z których tylko jedna: Sukces, została wystawiona, tylko raz 9 marca 1843 roku. W 1844 roku otrzymał nagrodę Akademii Francuskiej za Elogę o Wolterze.